# Sock Dennis
Sock Dennis var en civil parish fram till 1957 när blev den en del av Ilchester och Tintinhull, i grevskapet Somerset, i England. Civil parish var belägen 7 km från Yeovil och hade 23 invånare år 1951. Byar nämndes i Domedagsboken (Domesday Book) år 1086, och kallades då Soche.